# CIVT-DT
CIVT-DT（チャンネル32）は、カナダ・ブリティッシュコロンビア州バンクーバーにあるテレビ局で、CTVテレビジョンネットワークの西海岸の旗艦局である。ビクトリアに拠点を置くCTV 2加盟局でチャンネル53のCIVI-DTと共に、ネットワークの親会社であるベル・メディアによって直営されている（ただし、2つの放送局は別々の運営を維持している）。CIVT-DTのスタジオは、バンクーバーのダウンタウンのロブソン・ストリートとバラード・ストリートの交差点、ロブソン・ストリート969番地（別名：バラード・ストリート750番地、バンクーバー公共図書館の中央分館）にあり、『CTVナショナルニュース』バンクーバー支局を含むCTVネットワーク自体のブリティッシュコロンビア州の事業所もここにある。送信所は、ノースバンクーバーの地区自治体にあるシーモア山の頂上にある。

## 放送局詳細

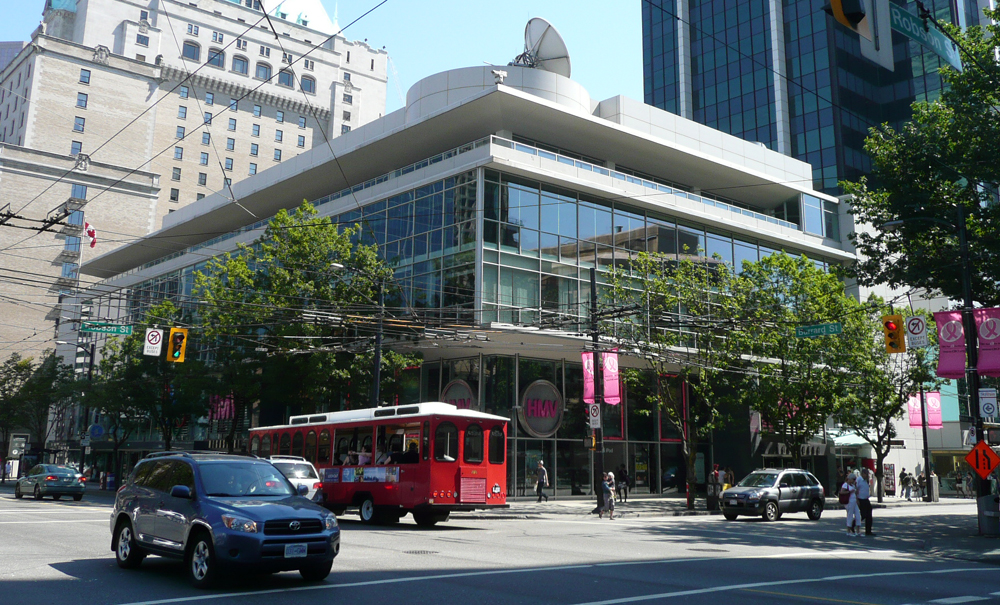
CIVTのバラード・ストリート750番地スタジオ

CIVTは、ブリティッシュコロンビア州及び太平洋時間帯で唯一の本格的なCTV加盟局である。ただし、地上送信所を1つしか維持していない。33 kWの実効放射電力で送信しているにもかかわらず、その地上波信号はバンクーバー、ローワー・メインランド、及び隣接するアメリカ・ワシントン州ワットコム郡にしか到達せず、ビクトリアとバンクーバー島に届かないだけである。したがって、ブリティッシュコロンビア州の残りの部分に到達するためにケーブルと衛星の配信のみに依存しており、CTVネットワークの弱いリンクになっている。ケーブルと衛星放送は州の大部分（特に内陸部）で受け入れられるテレビに必要不可欠であるため、理論上は問題にはならない。ただし、州の山岳部標準時部分では、より高いチャンネル番号で実行されるか、全く利用できない。カルガリーの姉妹局であるCFCNは、ブリティッシュコロンビア州南東部のデフォルトのCTV加盟局であり、この地域で長い間再放送局を運営してきた一方、エドモントンの姉妹局であるCFRNは、州の北東部のデフォルトのCTV加盟局として機能している。2012年に、CBCテレビジョン直営局のCBUT-DT（チャンネル2）が資金削減のために再放送局を閉鎖するまで、CIVTは、カナダの3つの主要なテレビネットワークの中で唯一、バンクーバーの内環の外でケーブルと衛星放送を独占していたバンクーバーの局だった。
CIVTは、デジタル移行前に主要な信号をUHFで放送した唯一のCTVネットワーク局だった。カナダ産業省は技術的に、カナダのテレビ局がコールレターによって地上波で自身を識別することを要求しているが、この規則が施行されることは滅多になく、殆どのカナダのテレビ局はコールサインではなくブランド名で識別される。放送中、CIVTは単に「CTV」と名乗る。チャンネル参照が保証されている場合は、ブリティッシュコロンビア州南西部の殆どのケーブルシステムで主要なケーブルチャンネル番号である「チャンネル9」が使用さる。VTV時代には、赤い丸の中に白い「9」が放送用車両の外部やメインロゴの横のグラフィックで頻繁に使用されていた。

## 歴史

### ライセンシング
CIVTの開局につながったプロセスは、ロジャーズ・コミュニケーションズとキャンウエスト・グローバル・コミュニケーションズが、それぞれ1995年8月と1996年1月にカナダ・ラジオテレビ通信委員会（CRTC）に別の申請を提出し、バンクーバー - ビクトリア市場で新しいテレビ局を立ち上げたときに始った。委員会の通常の慣行に沿って、CRTCは1996年3月に一般公募を行い、同年9月に公聴会を行った。全部で5つのアプリケーションが検討された。
- ロジャーズは、トロントのCFMT-TV（英語版）に似た多文化放送局を提案し、既存の地域専門チャンネル「タレントビジョン（英語版）」を置き換えた。
- 現在のグローバルテレビジョンネットワークの所有者だったキャンウエストは、ウェスタン・インターナショナル・コミュニケーションズ（WIC）所有のCHAN-TV（チャンネル8）とCHEK-TV（チャンネル6）の市場の既存のツインスティックと同等になることを目的として、既存のバンクーバーのCKVU-TV（チャンネル10）と並行して、ビクトリアに新しい放送局を提案した。
- 他の3つの会社はそれぞれ、バンクーバーに焦点を当てた新しいローカル独立局（英語版）を立ち上げることを提案した。
  - バトン/エレクトロホーム・アライアンス（The Baton/Electrohome Alliance、2つの最大のCTV系列局所有者間のパートナーシップ）、
  - CHUMリミテッド（英語版）（トロントのCITY-TVの所有者）、及び
  - クレイグ・ブロードキャスト・システムズ（英語版）（マニトバ州に2つの放送局を所有し、その後まもなくアルバータ州にさらに2つの放送局（英語版）を開設するライセンスを取得）。

1997年1月31日に発表された委員会の決定は、バトン/エレクトロホームの申請を承認し、他の申請を却下した。ロジャーズ所有局の可能性は主に、タレントビジョンの既存の多国籍番組の一部をアメリカのシンジケート番組に置き換えることになるという理由で却下された。さらに、タレントビジョンの既存の所有者（現在、フェアチャイルド・メディア・グループとして知られている会社）は、「現時点で[現在のタレントビジョンライセンス]を放棄する計画はない」と述べている。キャンウエストに関しては、委員会は、CHAN/CHEKツインスティックの存在は、既に市場にサービスを提供している会社に新しい放送局をライセンス供与することを正当化しないと判断した。
バンクーバーの独立局の3つの提案は、全て高品質であると判断された。しかし、バトン/エレクトロホームを支持する決定的な要因は、バンクーバーで制作された新しい番組（これは、他の番組の中でも、『ヴィッキー・ガベロー・ショー』、『カミラ・スコット・ショー』、『コールド・スクワッド』として最終的に現れた）をバトンとエレクトロホームの全ての放送局で放映するという約束であり、小規模なCHUMとクレイグの放送局グループでは対応できないという約束だった。

### 「バンクーバー・テレビジョン」として

1997年から2001年まで使用された、「バンクーバー・テレビジョン」または「VTV」としてのステーションのロゴ。

1997年9月22日に「バンクーバー・テレビジョン（Vancouver Television）」（または「VTV」）というブランド名で開局した。ニュース放送は当初、トロントのCITY-TVの『CityPulse』の形式に倣い、朝の番組（『VTVブレックファスト（VTV Breakfast）』) と正午と夕方のニュース放送（『バンクーバー・ライブ（Vancouver Live）』）もあり、アンカーが立ち上がってスタジオ全体を移動した。CITY-TV創設者のモーゼス・ズナイマーは、彼の元弟子であるバトンの最高経営責任者であるイヴァン・フェカンがCIVTのためにCITYの形式を完全に盗んだとまで主張した。CIVTと共にデビューした正午のニュース番組は、開始後数ヶ月しか続かなかった。1999年に従来型のニュース運用に移行し始め、ニュース番組のタイトルを単純に『VTVニュース（VTV News）』に変更した。
立ち上げと同時に、以前にCHANで放映されていたバトン・ブロードキャスト・システム（BBS）から番組に対する州の権利を引き継いだ。ただし、CHAN/CHEKはCTVとの既存の長期提携契約を保持しており、CIVTはバトン/エレクトロホームのCTV系列局と比較して、週のスケジュールで40時間の営業時間を残している。これらの穴を埋めるために、1999年から2000年のシーズン終わりまで、トロントのCITY-TVから供給されたいくつかのシリーズや映画も放送した。これが可能になったのは、CHUMが当時ブリティッシュコロンビア州南西部に放送局を持っていなかったからである（1980年代から、CHUMは国境を越えてアメリカ・ワシントン州ベリンハムにあるKVOS-TVにCitytvの番組をシンジケートしていた）。同様に、CTVが所有する一部のシリーズは、期待値が低いか、スケジュールの制約のために全国的に放映されず、代わりにCIVTで放映された（2つの注目すべき例は、『アリー my Love』と『CSI:科学捜査班』の最初のエピソードで、シーズン半ばまでに全国的に配信が拡大した）。メインネットワークで既に放映されていた、以前に終了されたカナダのドラマは、カナディアン・コンテンツ規制の義務を果たすために放映されることがあった。
1997年末までに、バトン・ブロードキャスティングはエレクトロホームの放送事業を買収し、CIVTとCTVネットワークの両方を完全に制御できるようになった。実際、CIVTは、バトンがCTVの支配権の買収を完了する僅か数ヶ月前に契約を結んでおり、その結果、「BBS」ブランドはバンクーバーでローカルに展開されなかった。1998年初頭までに、BBSのスケジュールは事実上、CTVの国内スケジュールと統合され、画面の右下隅にあるCTVバグを独自の「VTV」ロゴで覆い隠した。最初の機会にバンクーバーのCTV加盟局になることは、すぐに公然の秘密になった。ただし、CHAN及びCHEKとのネットワークの提携契約は、2000年9月まで期限切れになる予定はなかった。ウェスタン・インターナショナル・コミュニケーションズ社の解散にまつわる複雑な事情（キャンウエストによるCHAN/CHEKツインスティックの買収とその結果としてのCKVUの売却を含む）により、これは後にさらに1年延長された。

### CTV O&Oとして

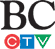
CIVTのロゴは「BC CTV」として、2001年から2002年まで使用されていた。

2001年9月1日、ブリティッシュコロンビア州南西部のテレビ市場における大規模なネットワークシャッフルの一環として、CIVTは完全なCTVネットワーク局になり、CHANはグローバル直営局になり、CHEKはキャンウエストの二次システムであるCH（後に「E!」として知られている）に加わった。それ以来、全国のCTVスケジュールから大幅に逸脱していない（以下で説明する『オプラ・ウィンフリー・ショー』、『ホイール・オブ・フォーチュン』、『ジェパディ!』に関する問題を除く）。CHANは大規模な再放送局ネットワークで州を覆ったが、CTVは、ローワー・メインランドとバンクーバー島の外にCIVTの新しい再放送局を構築しないことを選択し、2014年現在、そうする計画はない（上記を参照）。
CIVTは完全なネットワーク局になるにあたり、「BC CTV」というブランドを採用した。これにより、視聴者の間で、当時「BCTV」として知られていたCHANとの混乱が生じた。後者は主なオンエアブランディングを「Global BC（グローバルBC）」に変更したが、2006年までニュース放送の「BCTV」という名前を保持していた。CTVがCHANから市場シェアを奪おうとしていることを考えると、この混乱は意図的なものではないかとの臆測が飛び交った。実際、CHAN-TVの17:00と17:30のニュースの元アンカーであるパメラ・マーティンとビル・グッドを雇い、18:00のニュースの共同アンカーを担当させた。
2002年7月1日、放送での「BC CTV」ID の使用を終了し、他のいくつかのCTV所有局（レジャイナのCKCK-TVやサスカトゥーンのCFQC-TVなど）の先例にならい、「CTV」としてのみ識別し始めた。サブブランド「CTV 9」は、CIVTを非公式に指すためによく使用され、しばらくの間、局のウェブサイトのドメイン名（ctv9.ca）に組み込まれていたが、オンエアブランドとして公式に使用されることはなかった。2004年3月、カナダ西部で初めて、「Chopper 9（チョッパー9）」と名付けられたフルタイムのニュースヘリコプターを運用したテレビ局になった。2008年1月、CTVはCIVTスタジオで『カナダAM』の西部版の制作を開始した。しかし、視聴率が低かったため、同年6月に終了された。

## 番組
CTV O&Oとしての最初の10年間、番組に対するカナダの権利がどのように分配されたかに関連した歴史的な問題が原因で、CIVTは『オプラ・ウィンフリー・ショー』を放送しなかった唯一の放送局だった。1990年代には、ほぼ全てのCTV加盟局が『オプラ』、『ホイール・オブ・フォーチュン』、『ジェパディ!』のローカル権利を取得したが、各市場の権利はネットワークではなく、常に個々の放送局が保持していた。これは、ブリティッシュコロンビア州で3つの番組全ての権利を取得したCHANが、CTVから脱退した時にそれらを放棄する必要がないことを意味していた。CHANは、2011年に終了するまで、『オプラ』をラインナップに残した。この期間中、CTVの全国スケジュールのこの「穴」を埋めるために多くの一時しのぎの手段を使用し、最終的に代わりに16:00の時間枠で『エレンの部屋』（後にCTVによって全国的に放送される）を放送することに頼った。
同様に、『ホイール・オブ・フォーチュン』と『ジェパディ!』は、他の殆どのCTV O&Oが番組を放送していた年にCIVTで放映されず、代わりにシットコムの再放送と『アクセス・ハリウッド』が19:00から20:00に放映された。しかし、CHANはそれらをグローバル加盟局として保持しないことを選択し、最初はビクトリアにある当時の姉妹局であるCHEKに追いやられた。両方のシリーズのバンクーバー地域の権利は、その後数年間に何度か所有者が変わり、最終的に2012年に（インディーネット経由で）CHEKに戻ってきた。CIVTはそのローテーションから除外され、他の場所でのCTVとのシリーズの長い関係にもかかわらず、市場で2つのゲーム番組を放送しなかった唯一の英語の非宗教放送局になった。その後、CTVは2021年のネットワークプライムタイムスケジュールで『セレブリティ・ホイール・オブ・フォーチュン』を獲得し、続いて2022年に『セレブリティ・ジェパディ!』を獲得し、両方の番組のバージョンを初めてCIVTにもたらしたが、インディーネットは毎日のシンジケートバージョンを保持している。  
現在、カナダとアメリカの国境を越えて隣接するシアトル市場の放送局との同時代替の機会を最大化するために、昼間のスケジュールの時間枠の差異を除いて、標準のCTVネットワークスケジュールにほぼ準拠している。数年間、CTVネットワークの昼間のスケジュールの1時間は先取りされ、場合によっては、ビクトリア州にあるCTV 2が直営する姉妹局CIVI-DT（チャンネル53）によって代わりにクリアされ、CIVTの強化されたニューススケジュールに対応することができた。さらに、カナダ西部の他のCTV所有局と同様に、2011年11月に『カナダAM』を『CTVモーニングライブ』として知られるローカルの朝の番組に置き換えた。それ以来、『CTVモーニングライブ』への導入として、現地時間3:00～5:30まで、『カナダAM』の後継番組『ユア・モーニング』の殆どを放送し始めた。

### ニュース運用

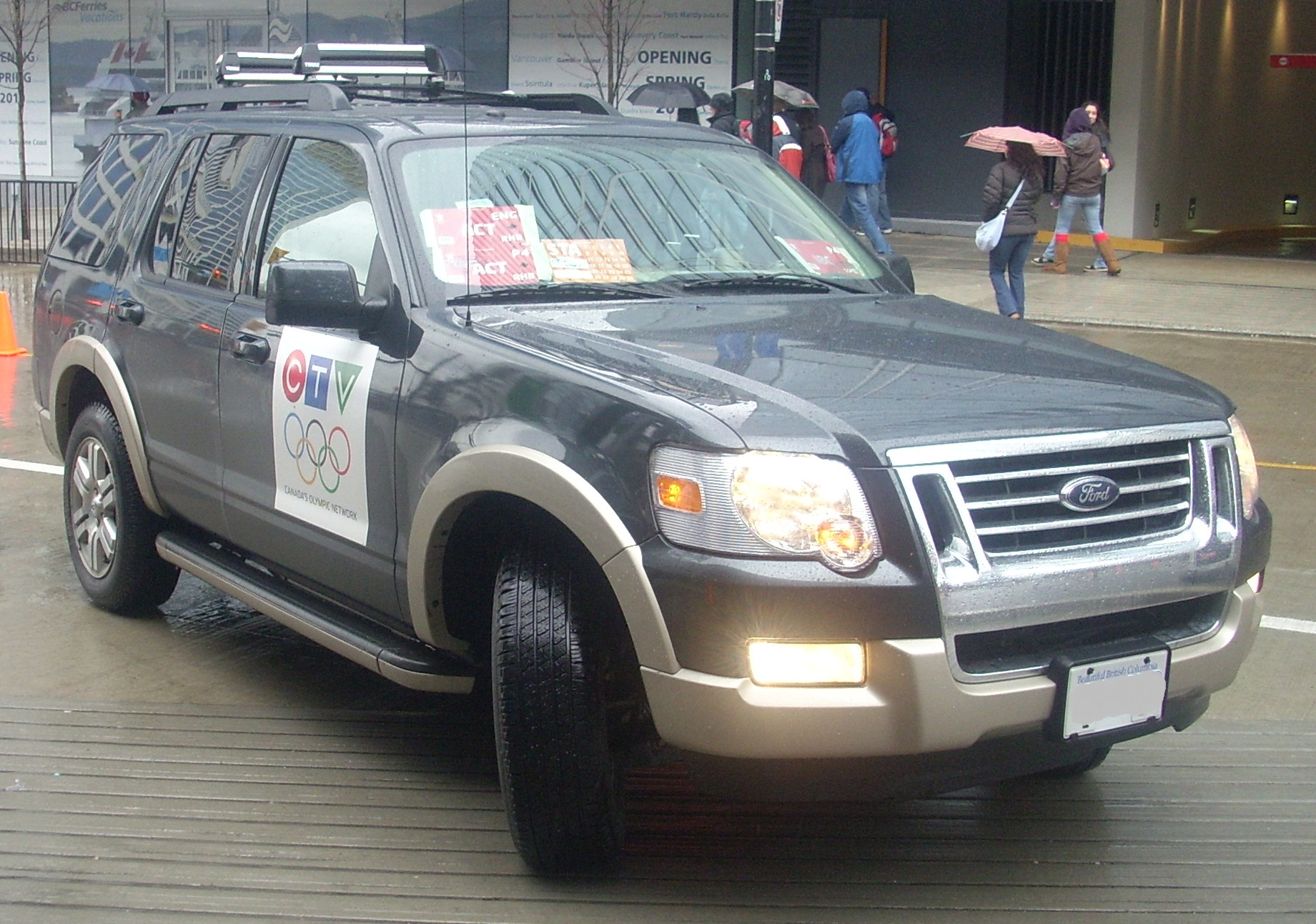
CTVバンクーバーのフォード・エクスプローラー車

CIVT-DTは現在、毎週38時間の地元で制作されたニュース番組を放送している（平日は7時間、土・日曜日はそれぞれ1時間半）。ニュース番組に費やされた時間数に関しては、CTVの系列テレビ局（直営または提携）の中で最高のローカルニュース放送出力であり、バンクーバーとビクトリア市場のテレビ局の中で2番目に高く、グローバルO&OのCHAN-DTの週間ニュース合計より7時間遅れている。
「VTV」として開始された際、ビクトリア、ノースバンクーバー、バーナビー、ポートコキットラム、サリー、リッチモンドにニュース支局を運営し、メインスタジオはバンクーバーのダウンタウンにあった。これらの支局の殆どは2001年までに閉鎖されたが、ビクトリア州の支局（現在も運営されている）は例外である。一方、フレーザーバレーとオカナガンに支局を追加し、2010年冬季オリンピックの取材のためにウィスラーにも支局を運営した。

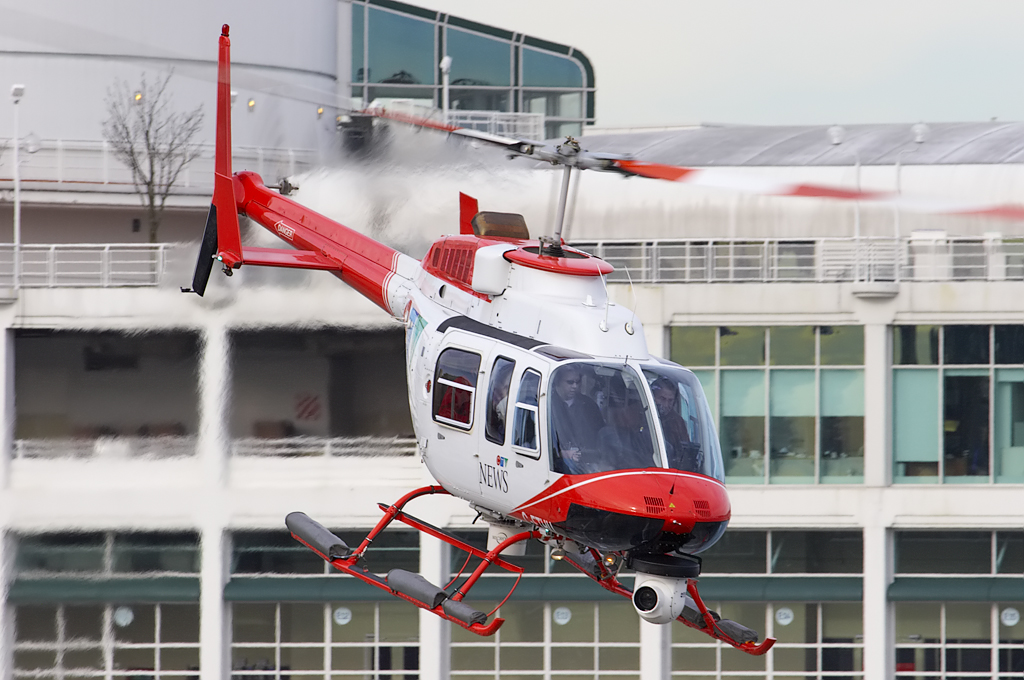
バンクーバー・ハーバーヘリポートから離陸するCIVTのニュースヘリコプタ「Chopper 9（チョッパー9）」（ベル 206L-4 ロングレンジャーIV）

2009年11月23日、17:00のニュースを皮切りに、メトロ・バンクーバーで最初のテレビ局となり、カナダでは（トロントを拠点とする局CITY、CBLT、CFTOに次ぐ）4番目のテレビ局となり、ローカルニュース番組をHDで放送し始めた。アップグレードにより、CIVTは既存のニュースセットを刷新した。
2010年3月18日、2010年冬季オリンピックの報道からCTVのセットの一部を転用したニュース放送用の新しいセットを発表した。CIVTのニュースルームは、以前は国際放送センターに設置されていたニュースデスク、インタビューエリア、大型スクリーンモニターを使用して再設計された。同年12月7日、ビル・グッドとパメラ・マーティンは、18:00のニュースのアンカーを辞任すると発表した。翌日、マイク・キリーン（Mike Killeen）とタマラ・タガートが後任として発表され、2011年1月3日に放送のアンカーを引き継いだ。
2011年10月31日の正午に1時間のランチタイムのニュース番組を放送した。2週間後の同年11月14日に、『CTVモーニングライブ』のバナーの下で3時間半の平日朝のニュース放送を開始した。後者の追加により、モントリオールのCFCF-DTとCTVのトロント旗艦局CFTO-DTは現在、ローカルで制作された平日朝のニュース番組をまだ放送していないCTV最大の直営局となった。
2018年4月9日、マイク・キリーンとタマラ・タガートは『CTV News Vancouver at Six』のメインアンカーを解任された。
2020年1月31日、「CTVチョッパー9」ニュースヘリコプターは、16年間の運用を終了した。
2021年3月23日、イーサン・フェイバー（Ethan Faber）がCTVバンクーバーの新しいニュースディレクターとして発表された。

### 注目の現役スタッフ
- ミジョン・リー（英語版） - 『CTV News at Six』共同アンカー

### 著名な元スタッフ
- サティンダー・ビンドラ（英語版） - リポーター（以前はCNN、現：Uber Manilaに勤務）
- ロブ・ブラウン（英語版） - リポーター
- スティーブ・チャオ（英語版） - リポーター（現：アルジャジーラ・イングリッシュ（英語版）に所属）
- モニカ・デオル（英語版）モニカ・デオル - アンカー
- ヴィッキー・ガベロー（英語版） - トーク番組ホスト
- ビル・グッド（英語版） - アンカー（2014年にCKNW（英語版）を退職）
- レナ・ヒア（英語版） - 気象キャスター（オンタリオ州トロントのCP24（英語版）にいた）
- パメラ・マーティン（英語版） - 『CTV News at Six』アンカー（ブリティッシュコロンビア自由党（英語版）党首のクリスティ・クラーク（英語版）知事とリエゾンのエンゲージメントディレクターを務めた）
- ダグマー・ミッドキャップ（英語版） - 気象キャスター・交通リポーター（現：カリフォルニア州サンディエゴのKNSDに勤務）
- ブレイク・プライス（英語版） - 週末のスポーツアンカー（現：スポーツラジオ局TSN Radio 1040（英語版））
- タマラ・タガート（英語版） - 平日6:00のアンカー

## 技術情報

### サブチャンネル
| チャンネル | 解像度 | アスペクト比 | ショートネーム | 番組編成              |
| ---------- | ------ | ------------ | -------------- | --------------------- |
| 32.1       | 1080i  | 16:9         | CIVT           | メインCIVT-DT番組/CTV |

#### アナログからデジタルへの変換
「CTV HD West」として知られるCIVTのデジタル信号は、2005年に放送を開始した。CRTCが指定した強制市場のカナダのテレビ局がアナログからデジタル放送に移行した公式の日付である2011年8月31日に、UHFチャンネル32でのアナログ信号を停止した。局のデジタル信号は、移行前のUHFチャンネル33から、移行後の運用のためにアナログ時代のUHFチャンネル32に再配置された。
2009年2月19日、バンクーバー本体を含むグレーター・バンクーバーエリア全体で受信状態が悪いため、最大有効放射電力を2.2 kWから12.6 kWに増力することが承認された。